# Affärsvärldens generalindex
Affärsvärldens generalindex (OMXAFGX, tidigare AFGX), startades av tidningen Affärsvärlden 1937 och är ett aktieindex över aktier noterade på Stockholmsbörsen. I efterhand har man beräknat historiska värden för indexet tillbaka till 1901, det år tidningen grundades. Indexet inkluderar utdelningar, men tar inte hänsyn till exempelvis nyemissioner eller uppköp.
Den 1 februari 2000 ändrades Affärsvärldens generalindex så att basvärdet 100 flyttades från den 30 december 1979 till den 29 december 1995. Indexets värde den 31 januari 2000 justerades därmed från 5 094 till 292,5. Sedan april 2009 är det Nasdaq som beräknar indexet.